# Mikel Merino
Mikel Merino Zazón (Pamplona, 1996. június 22. –) spanyol válogatott labdarúgó, az Arsenal középpályása.
A spanyol U19-es válogatott tagjaként aranyérmet nyert a 2015-ös U19-es Európa-bajnokságon.
Édesapja, Ángel Merino szintén labdarúgó, edző.

## Sikerei, díjai

### Klubcsapatokban
Borussia Dortmund
- Német kupa
  - Győztes (1): 2016–17

Real Sociedad
- Spanyol kupa
  - Győztes (1): 2019–20

### Válogatott
Spanyolország U19
- U19-es labdarúgó-Európa-bajnokság
  - Győztes (1): 2015

Spanyolország U21
- U21-es labdarúgó-Európa-bajnokság
  - Győztes (1): 2019
  - Döntős (1): 2017

Spanyol Olimpiai Csapat
- Nyári olimpiai játékok – Labdarúgás
  - Ezüstérmes (1): 2020

Spanyolország
- UEFA Nemzetek Ligája
  - Ezüstérmes (1): 2020–21